# Bernhard Kempa

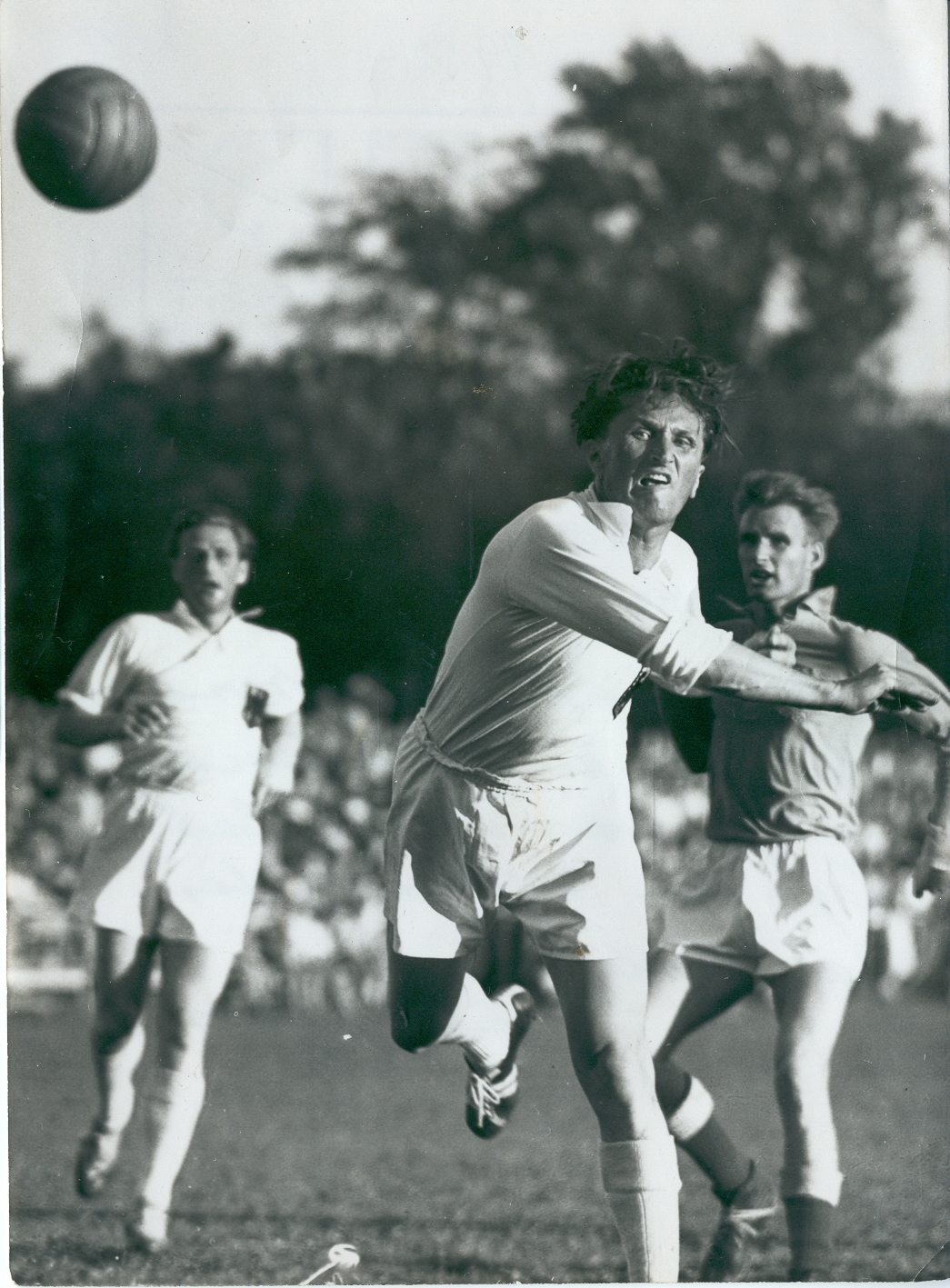
Bernhard Kempa en el Campeonato del Mundo de Balonmano a 11, 1952

Bernhard Kempa (Opole, 19 de noviembre de 1920 - Bad Boll, 20 de julio de 2017) fue un balonmanista y entrenador de balonmano alemán. Como jugador fue campeón del mundo en 1952 y 1955 en la modalidad de balonmano a 11. 
Apodado Monsieur Handball (Señor Balonmano), fue una de las figuras más destacadas de la etapa temprana de este deporte, tanto en su modalidad de a 11 como en la moderna del balonmano a 7, ejerciendo una labor difusora de nuevas tácticas y planteamientos del juego ideados en Alemania y Escandinavia. Fundó una marca deportiva especializada en balonmano, Kempa, y fue el inventor de una jugada denominada "colgada", "fly" o "flight" en castellano, conocida en alemán como Kempa-Trick.

## Carrera
Comenzó a jugar al balonmano a los catorce años. Tras la Segunda Guerra Mundial se instaló en Múnich, donde empezó a jugar en la sección de balonmano del TSV 1860 Múnich. En 1947 se trasladó a Göppingen y comenzó a jugar en el Frisch Auf Göppingen, club al que dirigiría en su etapa más exitosa.

## Trayectoria

### Como jugador
- Frisch Auf Göppingen: 1947-1957.
- Selección de Alemania Occidental: 1949-1954, con 31 partidos y 131 goles.

### Como entrenador
- Frisch Auf Göppingen: 1947-1961.
- Selección de Francia: 1958.
- Frisch Auf Göppingen: 1961-1966.

## Palmarés

### Como jugador
- Liga de Alemania Occidental (4): 1954, 1957 (balonmano a 11); 1954, 1955 (balonmano a 7)

### Selección de Alemania Occidental
- Campeonato del Mundo (a 7)
  -  Plata en el Mundial de 1954.
- Campeonato del Mundo (a 11)
  -  Oro en el Mundial de 1952.
  -  Oro en el Mundial de 1955.

### Entrenador
- Copa de Europa (1): 1960.
- Liga de Alemania Occidental (9): 1954, 1955, 1957, 1958, 1959, 1960, 1961, 1970.

## Obras
- Ball ist Trumpf. IPa-Verlag, Vaihingen/Enz 2000, ISBN 3-933486-25-4.